# Большая игра
Больша́я игра́ (англ. Great (Grand) Game, другое русское название — Война́ тене́й) — геополитическое соперничество между Британской и Российской империями за господство в Центральной Азии в начале XIX — начале XX веков.
Выражение the Great (Grand) Game впервые использовал офицер на службе Ост-Индской компании Артур Конолли на полях копии письма, отправленного британским политическим представителем в Кабуле губернатору Бомбея в 1840 году. В широкий оборот термин был введён Редьярдом Киплингом в романе «Ким» (1901).

## Мотивы экспансии
Российская империя мотивировала своё расширение на юг стремлением прекратить набеги местных народов на её владения, получить доступ к среднеазиатским товарам, в особенности к хлопку. Генерал-майор Генерального штаба Л. Ф. Костенко, заведующий Азиатской части Главного штаба и видный военный востоковед, высказывался по этому поводу дипломатично:

Не честолюбивые замыслы и никакие другие своекорыстные расчёты руководят Россией в её поступательном движении в Среднюю Азию, но исключительно только желание умиротворить тот край, дать толчок её производительным силам и открыть кратчайший путь для сбыта произведений Туркестана в европейскую часть России.

Со стороны Великобритании Х. Дж. Маккиндер объяснял противостояние с Россией борьбой с «мощью сухопутных держав» (Хартленд), которая извечно представляет угрозу любой морской державе. Также британская элита была обеспокоена проблемой обороны Индии, поскольку исторически все нашествия на неё осуществлялись из глубин Центральной Азии (Александр Македонский, Бабур и др.).

## Предыстория
Британцы появились в Индии в начале XVII века, когда была основана Ост-Индская компания, переродившаяся в середине XVIII века из торгового предприятия в инструмент британской политики.
Россией в Среднюю Азию снаряжались экспедиции и направлялись дипломаты для установления дипломатических связей с тамошними ханствами, начиная с катастрофического похода Бековича-Черкасского (1717). Иногда началом Большой игры считается Персидский поход (1722—1723), в ходе которого Россия начала движение в индийском направлении, однако это всё же был скорее пролог. К концу XVIII века вся Индия фактически превратилась в британскую колонию.
В 1801 году император Павел I поддержал идею Наполеона Бонапарта о совместном походе русско-французской армии против британцев в Индию. В январе 1801 года в Среднюю Азию направились 20 тыс. казаков, но после убийства императора Павла и воцарения Александра I они получили приказ о возвращении обратно.
С расширением военно-политического присутствия России в Средней Азии и на Кавказе в начале XIX века («бросок на юг»), российские интересы в регионе столкнулись с британскими. Великобритания в первую очередь была нацелена на удержание и расширение территории Британской Индии.

## Начало Игры
Первым сражением «Большой игры» стала Битва при Асландузе (1812), поскольку сражающуюся против России персидскую армию тогда инструктировали британские офицеры.
В 1819 году в Хиву для переговоров был отправлен Гвардейского Генерального штаба капитан Н. Н. Муравьёв, едва там не погибший, о чём он написал отчёт «Путешествие в Туркмению и Хиву» (1822).
Российские войны начала XIX века против Персии закончились подписанием Гюлистанского (1813) и Туркманчайского (1828) договоров. К России была присоединена территория современных Армении и Азербайджана.
В 1829 году в Тегеране был растерзан разъярённой толпой русский посол А. С. Грибоедов. Помимо Ирана Великобритания стала поддерживать сражающихся против России кавказских горцев (дело «Виксена», 1836).

## Завоевание Туркестана Россией. Англо-афганские войны
В 1837 году в Кабуле появился российский посланец поручик Я. В. Виткевич, быстро вошедший в доверие к эмиру Дост Мухаммеду и подписавший с ним выгодный для России договор. Однако под давлением Великобритании Россия отозвала Виткевича и дезавуировала соглашение. За год до него в Кабуле со сходной миссией побывал британский политический агент А. Бёрнс.
В 1836 году Великобритания поддержала сепаратистские стремления Герата, что ухудшило отношения Великобритании с Персией. Этим пользовались российские дипломаты, склоняя персидского шаха Мохаммеда на свою сторону и подстрекая его к наступлению на Герат. Но осада Герата персами в 1837—38 годах была безуспешной, и в результате британского давления персы были вынуждены отступить.
В декабре 1838 года Великобритания перешла к активным действиям на афганском направлении. Британцы вторглись в пределы Афганистана и посадили на кабульский престол эмира Шуджа. Британская оккупация продлилась три года. В ноябре 1841 года Шуджа был свергнут, агента А. Бёрнса зверски растерзала толпа, британский экспедиционный корпус был почти полностью истреблён. В 1842 году в Бухаре по приказу узбекского эмира Насруллы были обезглавлены два британских офицера, находившиеся с дипломатической миссией в Средней Азии: полковник Чарльз Стоддарт и капитан Артур Конолли, автор термина «Большая игра». Примечательно, что за год до убийства в Бухаре побывало русское посольство во главе с К. Ф. Бутеневым.
В 1839—1840 годах российским отрядом под командованием оренбургского генерал-губернатора и начальника Отдельного оренбургского корпуса В. А. Перовского был предпринят Хивинский поход, и в 1853 году под его же командованием — Кокандский поход. В Хивинском походе принял участие будущий начальник Азиатского департамента МИД России Е. П. Ковалевский: «при его содействии в азиатские страны были направлены три дипломатические миссии, выполнившие большую научно-исследовательскую и разведывательную работу: Н. В. Ханыков возглавил миссию в Персию и Афганистан, Н. П. Игнатьев — в Хиву и Бухару, Ч. Ч. Валиханов — в Восточный Туркестан».
По мере приближения русских войск к разделившим между собой большую часть Средней Азии трём враждующим ханствам — Хиве, Бухаре и Коканду с ценными своим культурным, экономическим и стратегическим значением Туркестаном, Самаркандом, Ташкентом, Джизаком и Чимкентом — нарастала тревога в Лондоне и Калькутте. Этому региону, не имевшему покровителей среди великих держав, предстояло стать либо выгодной Британии буферной зоной политической нестабильности, либо войти в состав Российской Империи. Новый всплеск англо-русского соперничества был связан с русским завоеванием Средней Азии (1853—1895). Премьер-министр Великобритании Дизраэли писал в письме к королеве Виктории: «Нашими войсками московиты должны быть выдавлены из Средней Азии и сброшены в Каспийское море». В подтверждение серьёзности своих намерений Дизраэли убедил королеву принять титул «императрицы Индии», причём в пределы Индийской империи включался и Афганистан. Также разрабатывался план по быстрому захвату центральной азии вплоть до крепости «Верный», в случае обострения конфликта
В период с октября 1872 года по январь 1873 года в результате переговоров между правительствами Российской и Британской империй был заключён договор, который признавал огромные территории, лежащие между Бухарским и Афганским эмиратами, «буферными».
Ввиду враждебной по отношению к России позиции, занятой Великобританией перед Берлинским конгрессом, Александр II летом 1878 года повелел сосредоточить расквартированные в Туркестане войска численностью 20 тыс. человек для движения в Афганистан на города Балх, Бамиан и Кабул. К эмиру Афганистана Шир-Али для заключения союза отправилась миссия, которую возглавлял генерал Н. Г. Столетов. Рассматривались планы вторжения в Кашмир и Читрал. Однако затем в связи с достигнутым на Берлинском конгрессе соглашением поход был отменён.
В связи с пророссийскими симпатиями афганского эмира Шир-Али Дизраэли дал распоряжение о начале Второй англо-афганской войны. В январе 1879 года 39 тысяч британцев вошли в Кандагар. Новый эмир Мухаммед Якуб-хан пошёл на уступки и подписал с британцами неравный Гандамакский договор. Тем не менее партизанская война продолжалась, и вскоре британцы оказались осаждены в Кабуле почти 100-тысячными силами повстанцев. Военные неудачи получили резонанс в Лондоне, вследствие чего Дизраэли проиграл парламентские выборы 1880 года. Его преемник Гладстон вывел британские войска из Афганистана, подписав договор с эмиром, согласно которому тот обязывался координировать свою внешнюю политику с Лондоном.

## Разграничение в Афганистане

### Афганский кризис
Обострение англо-русских отношений, едва не вылившееся в вооружённый конфликт, пришлось на 1885 год и вошло в историю как Афганский кризис. Русская армия под предводительством генерала А. В. Комарова овладела Мервским оазисом и двинулась в сторону Пенджде. Британское правительство потребовало у эмира дать отпор русскому продвижению в Пендинский оазис. Возник международный кризис, Россия и Великобритания оказались на грани войны в Центральной Азии. Кризис был преодолён благодаря усилиям русской и британской дипломатии. Ближайшим последствием этого стало пограничное размежевание между Российской империей и Афганистаном, которое было окончательно завершено к 1895 году. По другим данным, работы были окончены 9 июля 1912, когда подполковник корпуса военных топографов М. Чайкин на горе Беик (вблизи н. п. Мургаб) встретился с представителями английской геодезической экспедиции.

### Памирский кризис
В 1890—1894 годах происходило соперничество Российской и Британской империй за контроль над Памиром. В 1891 году при проведении Хунза-Нагарской кампании британские военные вторглись в окрестности Гилгита и покорили самый север современного Пакистана. После встречных экспедиций российских войск под командованием М. Е. Ионова было заключено российско-британское соглашение, по которому часть Памира отошла к Афганистану, часть — к России, а часть — к Бухарскому эмирату, подконтрольному России.
14 марта 1891 года подполковник Б. Л. Громбчевский в Николаевской академии Генерального штаба в Санкт-Петербурге прочёл секретную лекцию на тему: «Наши интересы на Памире. Военно-политический очерк». На основе своего опыта и глубокого знания обстановки в Центральной Азии Громбчевский в своём докладе делал вывод: «…Памиры с прилегающими к ним местностями имеют несомненную важность для России». Лекция произвела сильное впечатление на слушателей. Высшее военное и политическое руководство Российской империи сделало надлежащие выводы.
Распоряжением Военного губернатора Ферганской области генерал-майора Н. И. Королькова доклад был издан в сентябре того же года отдельной брошюрой для ознакомления офицерами Генерального штаба, которые проходили службу в Туркестанском крае.
Естественной реакцией России в противовес британской активности в регионе стало строительство в глубокой тайне в 1894 году секретной военно-стратегической колёсной дороги на Памире через перевал Талдык высотою 3 615 м, соединившей Ферганскую и Алайскую долины. Дорога строилась русскими сапёрными частями под руководством подполковника Громбчевского и была предназначена для оперативной переброски войск и артиллерии на юг в случае угрозы вторжения британцев в регион. Позднее дорога получила название Старый Памирский тракт. Таким образом, Россия предупредила возможное появление англичан в Алайской долине, откуда, по мнению Громбчевского, Британия могла двинуться далее на север и выйти на оперативный простор Ферганского края. С успешным завершением строительства стратегической колёсной дороги в Алайскую долину русские получали передовой плацдарм для дальнейшего распространения своего военно-политического влияния в Центральной Азии.

## Начало XX века
С 1892 года существовал военный союз России с Францией. При этом между Францией и Великобританией существовали серьёзные противоречия, вызванные столкновениями колониальных интересов, что проявилось, в частности во время Фашодского кризиса 1898 года. На совещании начальника российского Главного штаба генерала В. Сахарова и начальника французского генерального штаба генерала А. Деланна в 1900 году было решено, что если Великобритания нападёт на Францию, то Россия двинет войска в направлении Афганистана и Индии. В свою очередь, если Великобритания нападёт на Россию, Франция должна была сосредоточить войска на побережье пролива Ла-Манш и создать угрозу высадки десанта в Великобритании.

В течение последующих двух десятилетий «Большая игра» заключалась главным образом в разведывательно-шпионской деятельности (ключевая фигура — генерал-майор Ч. М. Макгрегор). Российская дипломатия предприняла несколько попыток наладить прямые отношения с Кабулом. Продолжалась борьба за влияние в Персии, где шах назначил казачьего полковника В. П. Ляхова военным губернатором Тегерана с диктаторскими полномочиями.
Российские военные востоковеды продолжали изучать регион. Одним из самых успешных на этом поприще офицеров стал А. Е. Снесарев, который в эти годы глубоко исследовал Афганистан, Бухару, Кашгарию, Памир, Персию и Северную Индию, опубликовав ряд статей и книг, имевших общенаучное значение.
В 1900 году были получены сведения о планах Великобритании создать на территории Рошана, Шугнана, Вахана, Ишкашима и Зебака новое «независимое государство» под управлением некоего Мардан Али Ша, являвшегося британским агентом. Операция по созданию этого государства должна была проводиться совместным афгано-британским контингентом. Но афганцы неожиданно отказались от всех договоренностей. К началу 1903 года горные британские части, выдвинутые вперёд, оказались блокированы выпавшим снегом. В Великобритании возобладали сторонники нормализации отношений с Россией.
В XX веке новой ареной геополитического соперничества стали Тибет и Кашгария (где российский консул Н. Ф. Петровский противостоял британскому консулу Дж. Макартни). Узнав об экспедициях Пржевальского и Козлова и опасаясь пророссийского влияния со стороны министра финансов двора Далай-ламы XIII Агвана Доржиева, британское правительство в 1904 году санкционировало вторжение в пределы Тибета и взятие Лхасы. Далай-лама бежал в Монголию, где обсуждал с Козловым планы эмиграции в Бурятию. Далай-лама получил отказ из Петербурга после поражения России от союзника Великобритании, Японии, которое заставило русских значительно свернуть активность в регионе.
На данном этапе противостояние закончилось подписанием Англо-русской конвенции 1907 года, завершившей формирование Антанты. Подготовивший документ министр А. П. Извольский пошёл на ряд существенных уступок, которые вызвали резкое недовольство среди части русского военного командования. Россия признавала Афганистан британской сферой влияния. А. Е. Снесарев в 1907 году публично выступил с доказательствами нецелесообразности заключения Российской империей союзнического договора с Великобританией. По его мнению, дело шло к подготовке очередной европейской войны, в которую Великобритания совместно с Францией втягивала Россию.
В отношении Тибета обе империи договорились поддерживать его независимость и нейтральность, вступая в отношения с Далай-ламой исключительно при посредничестве китайского правительства.
Персия была разделена на две сферы влияния: северную (российскую) и южную (британскую).
На востоке Азии серьёзным игроком стала Япония, против которой в конечном счёте была направлена разведывательная экспедиция Маннергейма (1906—1908).
После падения Российской империи в 1917 году началось британское вторжение в Афганистан (1919). Само ослабление России связывают с деятельностью британской разведки: Райнер организовал убийство Распутина, а посол Бьюкенен сыграл важную роль в Февральской революции.
Однако новое правительство теперь уже Советской России сохранило Среднюю Азию в сфере своего влияния. После разгрома басмаческого движения «Большая игра» в контролировавшейся СССР части исторической Центральной Азии приостановилась. При поддержке Советской России в Персии появилась кратковременная Гилянская советская республика. В  1929 году гражданская война в Афганистане привела к вмешательству СССР в конфликт. В 1933 и 1937 годах советские войска провели военную операцию в Синьцзяне в поддержку местного правительства Шен Шицая, а в 1944 году при поддержке СССР была образована Восточно-Туркестанская Революционная республика. На какое-то время в «Большую игру» попытались вступить Германия и Япония. Обеим сторонам приходилось считаться с германскими планами по строительству Багдадской железной дороги и её ответвления на Тегеран.
В годы Второй мировой войны СССР и Британия совершили совместный раздел Ирана. Тогда южный Иран оккупировала Великобритания, а в северном появились просоветские Мехабадская республика и Демократическая Республика Азербайджан. В 1946 году британские и советские войска были выведены из Ирана, а в 1947 году ключевая колония Британской империи Британская Индия получила независимость. Эпоха Британского правления в Южной Азии завершилась.

## Новая Большая игра
Исламская революция в Иране и вторжение СССР в Афганистан в 1979 году привели к возобновлению борьбы великих держав за Центральную Азию. Распад СССР и появление независимых республик в Центральной Азии открыли новую страницу в истории региона. Помимо России, провозгласившей себя преемником СССР и сохраняющей традиционно сильное экономическое и политическое влияние в регионе, появляются другие крупные державы с интересами в регионе. В возобновлённой «большой игре» принимают оживлённое участие США, Китай и Турция.  
После террористических актов в США 11 сентября 2001 года и вторжения США в Афганистан в 2001 году принято говорить о «новой Большой игре», поскольку идеологией нового противостояния становится борьба против террористической угрозы, которая зачастую прикрывает борьбу за сферы влияния и сырьевые ресурсы в Центральной Азии.
Россия после 2000 года активизировала интеграционные процессы со среднеазиатскими республиками под своим руководством. В 2001 году был создан военно-политический блок ОДКБ, с 2015 года существует Евразийский экономический союз. Россия и Китай частично объединили свои усилия в 2001 году в рамках ШОС, а затем (в 2009 году) и БРИКС. Китай проводит экономическую экспансию в регион в рамках проекта Новый шёлковый путь. Турция после появления независимых тюркских государств в Центральной Азии активизировала свою внешнеполитическую концепцию пантюркизма, создав в 2009 году организацию Тюркский совет, которая в 2021 году была преобразована в Организацию тюркских государств. 
Для региона характерна политическая нестабильность: Кровавые события в Андижане в 2005 году, Цветные революции в Кыргызстане, Протесты в Казахстане (2022). После вывода американских войск из Афганистана в 2021 году и возвращения к власти в Афганистане движения Талибан, значимым фактором политики Центральной Азии стала угроза терроризма исходящая из Афганистана.